# Maasmond

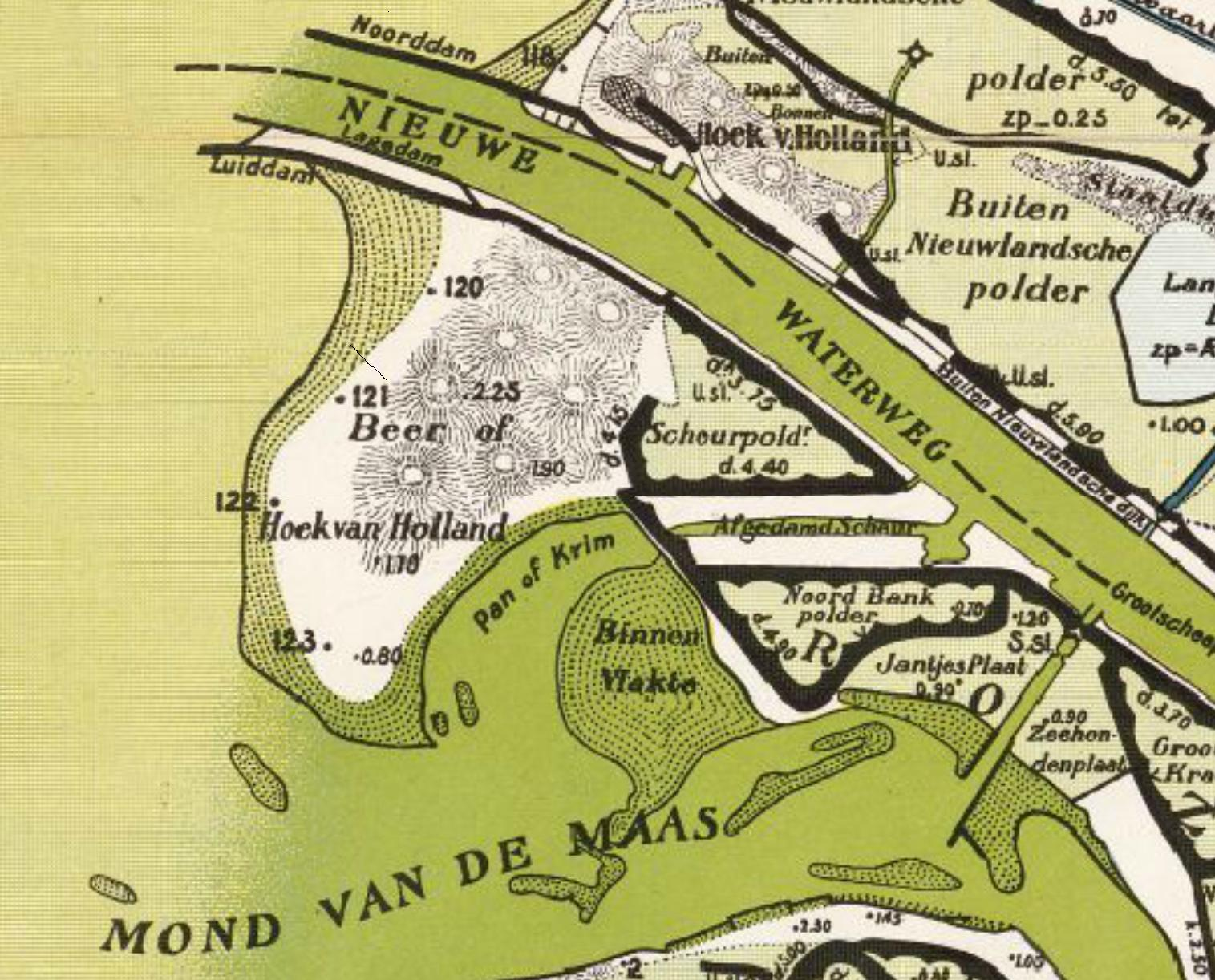
Carte de l'estuaire de la Meuse en 1910. La Nieuwe Waterweg a repris la fonction de route navigable (au nord de la carte) et la Mond van de Maas (Bouche de la Meuse) ensablée (au sud).

La Maasmond, estuaire de la Meuse, est la zone côtière du delta de la Meuse et du Rhin en mer du Nord. Elle se trouve sur la côte ouest des Pays-Bas. Dans les années 1970, le terminal de la Maasvlakte y est construit.
À l'époque romaine, l'estuaire était appelé Helinium, nom qui subsiste dans celui de Hellevoetsluis. Au Moyen Âge, il existait deux estuaires : la Vieille Meuse et la Meuse Binnenbedijkte (actuel lac de Binnenmaas, de Westmaas à Maasdam, qui se jette dans la Vieille Meuse par le Boezemvliet). L'inondation de la Sainte-Élisabeth en 1421 permet la formation de la Nouvelle Meuse, qui coule à Rotterdam.
L'envasement de l'estuaire a créé l'île Rozenburg et l'a rendu difficile d'accès aux gros navires ; après 1830, ceux-ci peuvent emprunter le canal de Voorne. En 1872, la Nieuwe Waterweg est creusée un peu plus au nord et les gros navires peuvent à nouveau accoster.